# Найджел Пол Тейлор
Найджел Пол Тейлор (англ. Nigel Paul Taylor) — британський ботанік. Спеціалізується на вивченні кактусів. З 2011 року працює директором Сінгапурського ботанічного саду. Також є куратором Королівських ботанічних садів К'ю.